# Polana pod Upłazki
Polana pod Upłazki (słow. Podúplazská poľana) – polana w Tatrach Wysokich, położona w Dolinie Białej Wody. Ma wymiary około 100 m × 50 m. Znajduje się w prawych zboczach doliny, naprzeciwko miejsca, w którym wiodąca jej dnem droga po raz drugi przekracza mostkiem Białą Wodę. Polana znajduje się w odległości około 100 m od tej drogi i jest z niej niewidoczna. W górnej części polany znajduje się ogrodzona szkółka leśna, a powyżej niej chatka TANAP-u. Do polany prowadzi droga, która w odległości 50 m za mostkiem odgałęzia się na lewo i przekracza Białą Wodę. 